# La Robe du temps
Pour plus de détails, voir Fiche technique et Distribution.
La Robe du temps est un film nigérien réalisé en 2008.

## Synopsis
À Zinder, la deuxième plus grande ville du Niger, Ousseini est un jeune chef de la très traditionnelle Confrérie des Bouchers. Il relève un double défi : en tentant de développer la filière exportation de viande de sa région, il devra légitimer sa place de chef traditionnel récemment acquise, et affirmer celle de chef novateur.

## Fiche technique
- Réalisation : Malam Saguirou
- Scénario : Malam Saguirou
- Production : Adalios
- Montage : François Pit
- Image : Malam Saguirou, Salissou Rabé, Issoufou Magaji
- Son : Dan Balla M Sani
- Musique : Kané